# Buharrax
Buharrax (pronunciado [bu.xa'raʃ], en árabe: اابغغزة‎, en francés: Bghaghza) es un municipio marroquí en la región de Tánger-Tetuán-Alhucemas. Desde 1912 hasta 1956 perteneció a la zona norte del Protectorado español de Marruecos.